# Лани Барби
Лани Барби (на английски: Lanny Barby) е канадска порнографска актриса.

## Биография
Родена е в квартал Лавал-де-Рапид в град Монреал, провинция Квебек, Канада на 29 август 1981 г.
Тя е полусестра на порноактрисата Кимбърли Франклин.
На 18-годишна възраст започва да снима голи фотосесии за списания.
Дебютира като актриса в порнографската индустрия през 2001 г., когато е на 20-годишна възраст. В началото псевдонимът ѝ е изписван по много различни начини, но след като подписва договор с „Вивид Ентъртейнмънт“ се установява с името Lanny Barby. Договорът ѝ с тази компания е сключен през 2005 г. и е с продължителност от три години, като влиза в сила на 1 април същата година.
Участва в австрийския документален филм „Porno Unplugged“ (2008).

## Награди и номинации
- 2005: Twistys момиче на месеца – август.[1]
- 2005: CAVR награда за звезда на годината.
- 2006: Номинация за F.A.M.E. награда за любима порноактриса.[6]
- 2006: Финалистка за F.A.M.E. награда за любима анална звезда.[6]